# Rümpel
Rümpel er en by og kommune i det nordlige Tyskland, beliggende i Amt Bad Oldesloe-Land under Kreis Stormarn. Kreis Stormarn ligger i den sydøstlige del af delstaten Slesvig-Holsten.

## Geografi
Kommunen ligger ca. midtvejs mellem Hansestæderne Hamborg og Lübeck ca. tre km syd for Bad Oldesloe. I kommunen Rümpel ligger landsbyerne Höltenklinken, Rohlfshagen og Rümpel. Fra 1887 til 1976 havde Rümpel jernbanestation på linjen mellem Schwarzenbek og Bad Oldesloe.
Rümpel ligger ved vandløbene Süderbeste, Norderbeste og Beste. Kommunen grænser mod sydøst til motorvejen A1.